# Биссинг, Генриета фон
Генриета Доротея фон Биссинг (урождённая Крон; 31 января 1798, Варен — 22 января 1879, Анклам) — немецкая писательница.
Родилась в Варене в семье хирурга Иоганна Карла Мартина Крона, детство и юность провела в Рёбеле, куда её семья переехала в 1800 году и где её отец владел домом и практиковал как хирург. 5 июля 1813 года она замуж в Рёбеле за ганноверского лейтенанта Вильгельма Фердинанда фон Биссинга (1787—1856), третьего сына Фридриха Леопольда фон Биссинга, принадлежавшего к старинному швабскому дворянскому роду.
Генриета находилась подле своего мужа во время Войны шестой коалиции. В 1837 году, после того как Вильгельм фон Биссинг вышел в отставку с военной службы в звании обер-лейтенанта, пара переехала в Нинбург. В этом городе Вильгельм фон Биссинг скончался в 1856 году. Два года спустя Генриета переехала к матери в Росток, а после её смерти в 1870 году отправилась к сестре в Анклам в Померании, где провела остаток жизни.
В своё время она была достаточно популярной писательницей, написавшей множество романов и новелл. Наиболее известным её произведением является роман «Семья Штайнфельс, или Криолин» (2 тома, Ганновер, 1841). К числу других произведений относятся исторические романы «Дон Мануэль Годой» (3 тома, Ганновер, 1845); «Лукреция Торнабуони» (2 тома, Ганновер, 1846) — исторический роман, в котором изображена жизнь в Италии в эпоху Медичи; «Райнер Виддрик и Дитмаршен в 1500 году» (3 тома, Ганновер, 1847).